# Sławęcice (Basse-Silésie)
Pour les articles homonymes, voir Sławęcice.
Sławęcice est une localité polonaise de la gmina et du powiat de Góra en voïvodie de Basse-Silésie.